# Norderhovfløjen
Norderhovfløjen, også kaldett Hallvardsmærket, er en skibsfløj af typen flaug (som gerne sad i toppen af masten, i modsætning til veðrviti som gerne sad i stævnen af skibet) som sandsynligvis sad monteret i spiret på Norderhov kirke (i Ringerike, i tidligere Buskerud nu Viken) og blev flyttet til den såkaldte "Munkestua" ved Norderhov præstegård (som ligger vis-à-vis kirken) en gang mellem 1622 og 1723. Fløjen var oprindeligt udformet i forgyldt kobber og er fra omkring år 1300.
Norderhovfløjen er formet som en skibsstavn og afsluttes øverst i et dragehovede med lange ører. Fløjen har gennembrudt ornamentik som viser en blomsterranke og St. Hallvard med sin møllesten og pilebundt. Både fløjen og Munskestua omtales i det lokalhistoriske Heftet Ringerike af H. J. Hammer i 1933. Regelmæssige placerede huller på forsiden af fløjen kan have tjent til ophængning af løv.
Fløjen antages oprindelig at have siddet i masten på et skib (for at angive vindretningen) og er af typen flaug. En teori er at fløjen oprindelig tilhørte Tanberg-slægten og blev placeret på kirkespiret da ledingsflåden lå. Magnus Lagabøtes Landslov fra 1274–1276 pålagde kirkerne at være oplagsplads for udstyret til ledingsflåden, som mast, rig, sejl osv. Da Tanberg-slægten fik len i Borgarsyssel og forlod Tanberg-gården blev fløjen muligvis efterladt. Det er usikkert hvornår den blev flyttet over fra kirken til Munkestua, men det er sandsynlig at det kan være sket i enten 1622, da tårnet på kirken blev ombygget eller udvidet, eller i 1723, da sognepræst Daniel Ramus lod tårnet repareres.
På hovedalteret i Urnes stavkirke står det bevaret lysestage i jern, med ni lyspigge og formet som et vikingeskib med vindfløje i både for- og bagstavnen. Den dateres gerne til 1100-tallet, og vindfløjene (specielt dragehovedet og den generelle formen) ligner meget på Norderhovfløjen.
Originalen befinder sig i dag på Ringerikes Museum, som er synonym med Norderhov gamle præstegård. Det står også en kopi af fløjen på østgavlen af den såkaldte Munkestuen, en bygning som ligger i direkte tilknytning til museet. Fløjen indgår dessuden som et element i museets vignet.